# Günter Strangfeld
Günter Strangfeld (* 10. April 1922 in Herten) ist ein ehemaliger deutscher Boxer.
Er gewann 1942 die Deutsche Meisterschaft im Federgewicht im Boxen für die Spwg Herten. Er heiratete 1995 seine langjährige Lebensgefährtin, die mehrfache Deutsche Meisterin im Turmspringen Olga Eckstein.